# Circuit de San Carlos
Le Circuit de San Carlos (appelé également Autódromo Internacional de San Carlos) est un circuit permanent de sports mécaniques situé à côté de la ville de San Carlos, au Venezuela. 
Il a accueilli de 1977 à 1979 le Grand Prix moto du Venezuela, comptant pour le Championnat du monde de vitesse moto.

## Description
Le circuit est situé à l'est de la ville. Il est composé de 11 virages, dont 7 à droite et 4 à gauche. Le tracé débute avec une ligne droite d'environ 600 mètres de long, puis arrive une grande courbe à droite qui conduit à une chicane plus lente. Une ligne droite ramène ensuite les pilotes au cœur du tracé, qui les amènent sur une longue courbe à gauche, à laquelle succède un triple-droite. Le tracé continue ensuite avec une courbe à gauche de 90°, puis sur deux courbes à droites qui ramène les pilotes sur la ligne droite d'arrivée.

## Palmarès

### Grand prix moto
| Saison | Circuit    | 125 cm3                        | 250 cm3                       | 350 cm3                    | 500 cm3               | Résultats |
| ------ | ---------- | ------------------------------ | ----------------------------- | -------------------------- | --------------------- | --------- |
| 1977   | San Carlos | Angel Nieto (Bultaco)          | Walter Villa(Harley Davidson) | Johnny Cecotto (Yamaha)    | Barry Sheene (Suzuki) | Résultats |
| 1978   | San Carlos | Pier Paolo Bianchi (Minarelli) | Kenny Roberts (Yamaha)        | Takazumi Katayama (Yamaha) | Barry Sheene (Suzuki) | Résultats |
| 1979   | San Carlos | Angel Nieto (Minarelli)        | Walter Villa (Yamaha)         | Carlos Lavado (Yamaha)     | Barry Sheene (Suzuki) | Résultats |